# Skeleton Key (boek)
Skeleton Key is het derde boek in de Alex Rider-serie, geschreven door de Britse schrijver Anthony Horowitz. Het boek werd op 8 juli 2002 uitgegeven in het Verenigd Koninkrijk en op 28 april 2003 in de Verenigde Staten. Het boek is eerder gepubliceerd onder de naam Cayo Esquelito.
In 2003 won het boek de Red House Children's Book Award. Het boek stond in hetzelfde jaar op plek 150 van The Big Read.

## Verhaal
Na Alex' avonturen in Stormbreaker en Point Blanc, denkt hij terug met zijn gewone leven verder te kunnen gaan. Maar niets is minder waar. Crawley werkt bij MI6 en heeft contacten bij het tennis in Wimbledon. Wanneer daar een vreemde inbraak gebeurt, vraagt hij Alex om er als ballenjongen naartoe te gaan. Maar op Wimbledon komt Alex erachter dat het erger is dan verwacht. Zeker als hij na een tijdje opdracht krijgt om naar de Caraïben te vertrekken, en samen te werken met de CIA. Dat brengt hem in aanraking met een misdaadorganisatie uit het Verre Oosten en is het ingewikkelder en gevaarlijker dan iemand ook maar had kunnen vermoeden...